# 정보물리
정보물리(Physical information 또는 Information physics)는 정보의 형식(모양)이다. 물리학에서는 물리적 시스템에 의해서 정보가 전달된다고 언급한다. 정보물리의 개념은 양자 튜링 기계과 같은 영역에서 사용되며 그래서 중요하다. 양자 튜링 기계에서는 양자정보로 알려진 물리정보의 형식이 양자관찰, 양자얽힘, 서로간에 긴밀하거나 원거리 상호 작용 중 하나 또는 모두를 수행(전달)하는 양자 객체 간의 인과 관계등과 같은 양자현상을 설명하는 많은 표현(서술)사용되기 때문이다.

## 고전적 정보 vs. 양자 정보
물리적 시스템과 관련되어 있는 정보의 실례(실증)은 그 시스템의 "참" 상태를 명세하는데 일반적으로 관련된 물리시스템안에 담겨 있다.

## 고전적 정보 물리의 정량
고전적 물리정보의 양은 정보이론으로 정량화된다.

## 정보 물리와 엔트로피
열역학적 엔트로피와 정보이론적 엔트로피 사이의 중요한 유일성을 이해하는데 하나의 근원이 되는 쉬운 이해 방법은 다음과 같다.:
엔트로피는 관심있는 시스템에 포함된 (고전적) 물리적 정보의 일부분 (전체 물리적 시스템이든 또는 가능한 메시지 세트로 구분 된 서브 시스템이든) 특정 지식의 관점에서)